# Arxiu Municipal de Sant Just Desvern
L'Arxiu Municipal de Sant Just Desvern (AMSJD) és l'organisme responsable de la gestió, tractament i custòdia de la documentació generada per part de l'Ajuntament de Sant Just Desvern en l'exercici de les seves activitats i de documentació diversa amb valor històric.

## Sistema d'arxius
L'Arxiu Municipal de Sant Just Desvern està organitzat en dues seccions en funció de l'antiguitat de la documentació que custodien: la secció administrativa té cura de la documentació activa, i, tot i que també s'encarrega de la documentació semi-activa, quan passa el temps estipulat per normativa es diposita en la secció Històrica. La secció Històrica conserva, a més a més, documentació provinent de donacions i adquisicions.

## Història[1]
L'Arxiu Municipal té els seus inicis al juliol de 1989. Va ser crear per la Regidoria de Cultura per no disposar d'un sistema modern d'organització i gestió de la documentació, així com l'interès del Consistori i d'entitats locals.

## Edificis i seus
La secció Històrica de l'Arxiu Municipal està ubicada a la Casa de Cultura de Can Ginestar. És una antiga masia d'ús agrícola documentada des de l'any 1403. Entre 1904 i 1905 es va encarregar un reforma completa de l'edifici, que va dur a terme l'arquitecte Marcel·lià Coquillat i Llofriu, en un estil modernista amb clares influències neogòtiques. Des de 1978 és propietat del consistori municipal i actualment acull una sala d'exposicions, la Biblioteca Municipal "Joan Margarit" i diversos serveis municipals, a més de la ja referida secció Històrica de l'AMSJD.
La secció Administrativa està ubicada en dependències de l'edifici de l'Ajuntament.

## Fons[2]
La documentació que es troba a l'Arxiu Municipal de Sant Just Desvern ocupa uns 864 metres lineals.

### Quadre de fons i col·leccions de l'Arxiu Municipal de Sant Just Desvern

#### Fons de l'administració local
- Fons de l'Ajuntament de Sant Just Desvern (1720-2000)
- Administració General (1850-1996)
- Hisenda (1720-1996)
- Proveïments (1936-1939)
- Beneficència i Assistència Social (1804?-1869, 1936-1981)
- Sanitat (1804-1869, 1990)
- Obres i Urbanisme (1875-1994)
- Seguretat Pública (1964-1996)
- Assumptes militars (1769-1994)
- Població (1818-2000)
- Eleccions (1931 -1996)
- Instrucció Pública (1936-1996)
- Cultura (1965-1996)
- Serveis Agropecuaris (XIX i XX)
- Col·leccions Factícies (XIX i XX)

#### Fons d'institucions
- Creu Roja de Sant Just Desvern (1970-1995)
- Ràdio Desvern (1984-1994)

#### Fons d'associacions i fundacions
- Associació de Veïns St. Just (1964-1966)
- Penya Motorista San Justo Desvern (Anys 1960)
- Grupo Armonicista Sant Justo Desvern (1955-1959)
- Vídeo Produccions Vern (Lluís Ramban) (1974-2000)

#### Fons comercials i d'empreses
- Empresa de construcció Isidre Campreciós (1949-1950)
- Fotogravats TRAMA (1918-1976)

#### Fons Patrimonials
- Família Gelabert-Torné (1786-1947)

#### Fons personals
- Fons Col·lecció Quintana Cortès (1890-2000)
- Fons de Josep M. Domingo, publicista (1962-1987)
- Fons de Josep Lluís Solé, polític (1975-1985)

#### Col·leccions
- Cartells (1968 – 2000)
- 450 vídeos (1922 – 2000)
- 250 cintes de casset (1965 – 2001)
- Agrupació Sardanista Sant Just Desvern (1987 – 2001)
- Ateneu (SEAS, Audio Músic, Orfeó, Cor, Esbart, Xibeques...) (1924 – 2001)
- Club de Karts de Coixinets (1985 – 1999)
- Targetes i catàlegs de comerços i empreses (1990 – 2001)

### Àrea gràfica i cartogràfica
- Tipologia: cartells, catàlegs, fullets, mapes, plànols, postals, fulls voltants...

- Cronologia: s. XIX-XX

- Fons:

1. Ajuntament de Sant Just Desvern (1850-2000)
2. Josep M. Domingo (1962-1987)
3. Col·leccions (1820-2000)

### Àrea d'imatge i so
- Suports: negatius en pel·lícula, còpies en paper, diapositives, CD, vídeos, cintes de casset i discos.

- Cronologia: s. XIX-XX

- Abast i temàtica: Local. Topografia, temes diversos, crònica local, entrevistes d'història oral i activitats de les diverses entitats i associacions.

- Nombre d'imatges fixes: 13.500 aprox.

- Nombre d'imatges en moviment: 450

- Nombre d'enregistraments sonors: 250

- Fons:

1. Ajuntament de Sant Just Desvern (1960-2001)
2. Fons d'imatges de Quintana Cortès (1900-2001)
3. Fons d'imatges de Lluís Ramban i Jordà (1969-2001)
4. Col·leccions (1877-2000)

### Reproducció de fons conservats en altres arxius
- Microfitxes de pergamins i documentació en paper de can Carbonell, segles xiii-XIX.

- Fotografies de pergamins de Can Cardona, segles XV-XVII.

- Fotocòpies de l'epistolari entre Daniel Cardona i Joan Casanovas i Maristany, 1939-1941.

### Biblioteca
- 830 volums.

### Hemeroteca
- Publicacions municipals (1950-2001): 4 capçaleres
- Publicacions locals (1934-2001): 8 capçaleres
- Publicacions comarcals (1988-2001): 7 capçaleres
- Retalls de premsa. L'Arxiu conserva notícies de premsa de forma discontínua des de finals del segle xix fins a l'any 1989, data a partir de la qual es guarden sistemàticament

## Instruments de descripció
Existeix una guia de l'Arxiu d'acord amb el quadre de classificació. Un inventari de les 3.125 unitats d'instal·lació existents en data 1 de gener de 2001 a l'Arxiu Municipal. I, finalment, uns catàlegs informatitzats de 10.500 imatges de les 15.500 existents a l'Arxiu, de 450 llibres existents a la biblioteca auxiliar i de 2.000 notícies de premsa.

## Serveis[3]
L'Arxiu Municipal de Sant Just Desvern ofereix els serveis de:
- Servei de gestió documental,

- Serveis de consulta: l'accés és lliure, prèvia identificació personal i especificació del motiu de la consulta.

- Servei de reproducció: vinculat a les condicions de conservació i als drets d'explotació.

- Servei de difusió: articles, monografies, exposicions i cursets de coneixements.

- Servei educatiu: es poden fer visites educatives amb tota mena de grups, prèvia concertació. L'Arxiu té un dossier específic adreçat a nens i a nenes de 9 anys.

- Servei de referència: Informació documental i bibliogràfica de Sant Just, de la seva comarca i del parc de Collserola.

- Servei de captació i d'ingressos: és possible proposar la donació a l'Arxiu o la cessió en dipòsit, de documents, fotografies, publicacions i notícies de premsa que facin referència a Sant Just Desvern, a les seves entitats, a la seva gent, a les seves indústries, etc.

- Servei d'assessorament i suport: dirigit a tothom que vulgui fer qualsevol investigació, publicació, treball de curs, itinerari, mostra o exposició sobre Sant Just Desvern.

## Informació pràctica[4]
Adreces
- Secció Històrica:

Can Ginestar, C/ Carles Mercader, 17. 08960 Sant Just Desvern.
- Secció Administrativa:

Ajuntament, Pl. Verdaguer, 2. 08960 Sant Just Desvern.
Pàgina web
- http://www.santjust.cat/arxiu/index.htm Arxivat 2011-09-04 a Wayback Machine.

Horaris d'atenció al públic
- Secció Històrica:

Dimarts i dijous, de 15.30 a 21 h, dissabtes de 9 a 14h (llevat dels mesos de juliol i agost)
- Secció Administrativa:

Dilluns, dimecres i divendres de 9 a 14
- Vacances d'estiu:

de 6 d'agost a 6 de setembre